# PASTEF
 (novembre 2024).
Si vous disposez d'ouvrages ou d'articles de référence ou si vous connaissez des sites web de qualité traitant du thème abordé ici, merci de compléter l'article en donnant les références utiles à sa vérifiabilité et en les liant à la section « Notes et références ».
Les Patriotes africains du Sénégal pour le travail, l'éthique et la fraternité — plus connu sous l'abréviation de PASTEF — est un parti politique sénégalais de gauche fondé en 2014 par Ousmane Sonko. Parti d'opposition jusqu'en 2024, il est connu pour être critique vis-à-vis du gouvernement précédent et du système politique du pays.
Le parti est dissous par le gouvernement en juillet 2023, mais se pourvoit en appel. Le parti désigne pour l'élection présidentielle de 2024 Bassirou Diomaye Faye en remplacement de Sonko. Il remporte le 24 mars 2024 l’élection présidentielle dès le 1er tour avec 54,28 % des voix. Le 27 mars 2024, soit trois jours après cette victoire à l'élection présidentielle, le décret portant dissolution du parti est abrogé par un autre décret signé par le président Macky Sall.

## Histoire
Le PASTEF est fondé en janvier 2014 sous l'impulsion d'Ousmane Sonko. Il se définit alors comme étant une dynamique composée principalement de débutants en politique. Les personnalités qui composent son comité proviennent des milieux syndicaux et des fonctions publiques (notamment dans le domaine fiscal, Ousmane Sonko étant lui même inspecteur des impôts),.
En 2017, le PASTEF rejoint la coalition Alternative du peuple pour les élections législatives de la même année. Cette coalition de partis était principalement composée du PASTEF, du RND, du MRDS, de Yoonu Askan Wi - Mouvement pour l’Autonomie Populaire, et de quelques autres formations politiques. À l'issue des résultats électoraux finaux et avec 1,13 % des voix, Ousmane Sonko (à la tête de cette coalition) est élu député du département de Dakar.
Deux ans après cette première participation à des élections, le parti se lance dans la campagne présidentielle, scrutin dans lequel par ailleurs le président de la république du Sénégal Macky Sall est candidat à sa propre succession. Dans un pays où les moins de 20 ans représentent 55 % de la population , le jeune âge d'Ousmane Sonko (par rapport à ses concurrents, les autres candidats) et ses déclarations virulentes font écho chez les jeunes ; c'est ainsi qu'il réalise alors une très bonne performance électorale (pour une première participation !) avec 15,67 % des voix et une troisième place. Le président sortant, Macky Sall, est réélu dès le premier tour avec 58,26 %.
Le 3 mars 2021 le fondateur du parti Ousmane Sonko est arrêté à la suite d'accusations de « viols et menaces de mort » par une employée d'un salon de beauté de Dakar, ce que son camp dénonce comme une « tentative de liquidation politique » de la part du président en exercice Macky Sall : cet événement est à l'origine des manifestations de 2021 au Sénégal.
En janvier 2023, le PASTEF affirme avoir levé 333 millions de FCFA lors d'une journée de collecte de fonds en ligne. Ce mode de financement est innovant au Sénégal. Le PASTEF considère que cette démarche permet d'être indépendant des lobbies politiques.
En avril 2023, Bassirou Diomaye Faye, secrétaire général du Pastef, est arrêté et placé en garde à vue pour « diffusion de fausse nouvelle, outrage à magistrat et diffamation envers un corps constitué ». Il lui est reproché d'avoir critiqué les magistrats qui ont décidé de juger Sonko (dans le procès en diffamation intenté par le ministre Mame Mbaye Niang) en appel de manière très rapide (avant même la fin du délai pour faire appel du jugement en première instance).
En juillet 2023, le gouvernement décide de dissoudre le Pastef, lui reprochant des appels à des « mouvements insurrectionnels ». Cette décision est contestée par l'opposition,.
Le Pastef dépose une plainte devant la Cour de justice de la Communauté économique des États de l'Afrique de l'Ouest (Cédéao) pour contester la légalité de la dissolution du parti. Le 17 novembre 2023, la Cour déclare refuser de se prononcer sur cette dissolution.
En novembre 2023, après l'extrême incertitude sur la possibilité pour Ousmane Sonko d'être candidat à l'élection présidentielle, le PASTEF désigne Bassirou Diomaye Faye, secrétaire général, comme son candidat à l'élection présidentielle de 2024. Il est à noter que Faye est lui aussi incarcéré, depuis avril 2023.
Le 27 mars 2024, soit trois jours après cette victoire à l'élection présidentielle, le décret portant dissolution du parti est abrogé par un autre décret (2024-830) signé par le président Macky Sall,.
Lors de la campagne pour les élections législatives anticipées de 2024, le Pastef refuse d'utiliser l'argent public pour financer sa campagne et obtient ce financement en vendant des places pour certains meetings du parti et en ouvrant la possibilité de faire des dons, à l'image des pratiques de collecte de fonds dans les campagnes politiques aux États-Unis. À l'issue du scrutin, le parti remporte la majorité absolue à l'Assemblée nationale avec 130 sièges sur 165 à pourvoir. Il s'agit de la victoire la plus importante pour un seul parti lors de législatives depuis 1988 et celle du Parti socialiste d'Abdou Diouf.

## Résultats électoraux

### Élection présidentielle
| Année | Candidat              | 1er tour  | 1er tour | 1er tour | 2d tour | 2d tour | 2d tour |
| Année | Candidat              | Voix      | %        | Rang     | Voix    | %       | Rang    |
| ----- | --------------------- | --------- | -------- | -------- | ------- | ------- | ------- |
| 2019  | Ousmane Sonko         | 687 523   | 15,67    | 3e       |         |         |         |
| 2024  | Bassirou Diomaye Faye | 2 434 751 | 54,28    | 1er      |         |         |         |

### Élections législatives
| Année | Voix      | %     | Sièges    | Rang | Gouvernement                                | Coalition             |
| ----- | --------- | ----- | --------- | ---- | ------------------------------------------- | --------------------- |
| 2017  | 37 535    | 1,13  | 1 / 165   | 6e   | Opposition                                  | Alternative du peuple |
| 2022  | 1 071 139 | 32,85 | 23 / 165  | 2e   | Opposition (2022-2024), Sonko (depuis 2024) | Libérer le peuple     |
| 2024  | 1 991 770 | 54,97 | 130 / 165 | 1er  |                                             | Aucune                |